# 厄洛斯·里奇奧
厄洛斯·里奇奧（義大利語：Eros Riccio，1977年12月1日—），生于義大利托斯卡納省的盧卡。
他是一名國際象棋大師，並以先進棋聞名。他亦有說明國際象棋賽事應該如何開局的著作。